# آگوا پریتا
آگوا پریتا (به اسپانیایی: Agua Prieta) یک منطقهٔ مسکونی در مکزیک است که در Agua Prieta Municipality واقع شده‌است. آگوا پریتا ۳٬۶۳۱٫۶۵ کیلومتر مربع مساحت و ۷۹٬۱۳۸ نفر جمعیت دارد.